# Departamentul Lombo-Bouenguidi
Departamentul Lombo-Bouenguidi este un departament din provincia Ogooué-Lolo  din Gabon. Reședința sa este orașul Pana.